# Campeonato Mundial de Voleibol Feminino Sub-18 de 2019
O Campeonato Mundial de Voleibol Feminino Sub-18 de 2019 foi a 16ª edição da competição, disputada entre 20 seleções mundiais, no período de 5 a 14 de setembro, sendo realizada nas cidade egípcias: Cairo e Ismaília.
A seleção estadunidense conquistou seu primeiro título ao derrotar a Itália na final, e o Brasil completa o pódio ao derrotar a representação chinesa na disputa pelo bronze.

## Equipes qualificadas
| Torneio de qualificação              | Data                                 | Sede                | Vagas     | Qualificados                   | Última participação |
| ------------------------------------ | ------------------------------------ | ------------------- | --------- | ------------------------------ | ------------------- |
| País-sede                            | 28 de agosto de 2018                 | Lausana             | 1         | Egito                          | 2015                |
| Campeonato Europeu de 2018           | 13 a 21 de abril de 2018             | Sófia               | 6         | Rússia                         | 2017                |
| Campeonato Europeu de 2018           | 13 a 21 de abril de 2018             | Sófia               | 6         | Itália                         | 2017                |
| Campeonato Europeu de 2018           | 13 a 21 de abril de 2018             | Sófia               | 6         | Turquia                        | 2017                |
| Campeonato Europeu de 2018           | 13 a 21 de abril de 2018             | Sófia               | 6         | Bulgária                       | 2015                |
| Campeonato Europeu de 2018           | 13 a 21 de abril de 2018             | Sófia               | 6         | Romênia                        | 1993                |
| Campeonato Europeu de 2018           | 13 a 21 de abril de 2018             | Sófia               | 6         | Bielorrússia                   | 1991                |
| Campeonato Asiático de 2018          | 20 a 27 de maio de 2018              | Nakhon Pathom       | 4         | Japão                          | 2017                |
| Campeonato Asiático de 2018          | 20 a 27 de maio de 2018              | Nakhon Pathom       | 4         | China                          | 2017                |
| Campeonato Asiático de 2018          | 20 a 27 de maio de 2018              | Nakhon Pathom       | 4         | Tailândia                      | 2017                |
| Campeonato Asiático de 2018          | 20 a 27 de maio de 2018              | Nakhon Pathom       | 4         | Coreia do Sul                  | 2017                |
| Campeonato Sul-Americano de 2018     | 8 a 12 de julho de 2018              | Valledupar          | 3         | Argentina                      | 2017                |
| Campeonato Sul-Americano de 2018     | 8 a 12 de julho de 2018              | Valledupar          | 3         | Peru                           | 2017                |
| Campeonato Sul-Americano de 2018     | 8 a 12 de julho de 2018              | Valledupar          | 3         | Brasil                         | 2017                |
| Jogos Africanos da Juventude de 2018 | 18 a 23 de julho de 2018             | Argel               | 2         | Camarões                       | Estreante           |
| Jogos Africanos da Juventude de 2018 | 18 a 23 de julho de 2018             | Argel               | 2         | República Democrática do Congo | Estreante           |
| Campeonato NORCECA de 2018           | 28 de agosto a 2 de setembro de 2018 | Tegucigalpa         | 2         | Estados Unidos                 | 2017                |
| Campeonato NORCECA de 2018           | 28 de agosto a 2 de setembro de 2018 | Tegucigalpa         | 2         | Canadá                         | 1989                |
| Copa Pan-Americana de 2018           | 21 a 26 de maio de 2018              | Victoria de Durango | 2 NORCECA | Porto Rico                     | 2013                |
| Copa Pan-Americana de 2018           | 21 a 26 de maio de 2018              | Victoria de Durango | 2 NORCECA | México                         | 2017                |
| Total                                |                                      |                     | 20        |                                |                     |

## Locais dos jogos
| Local 1.          |
| ----------------- |
| Ismaília, Egito   |
| Ismailia Hall     |
| Capacidade: 3 500 |

| Local 2                            |
| ---------------------------------- |
| Cairo, Egito                       |
|                                    |
| Cairo Stadium Indoor Halls Complex |
| Capacidade: 20 000                 |

## Fórmula da disputa
A competição será disputada por 20 seleções mundiais, distribuídas proporcionalmente em quatro grupos, A, B, C e D, todas se enfreando em cada grupo, resultando em 16 times classificados para a disputa das oitavas de final e as demais disputarão as posições do décimo sétimo ao vigésimo lugares.
As equipes vencedoras da fase de oitavas de final disputarão as quartas de final e as eliminadas as disputas pelas posições inferiores; já as vencedoras da quartas de final disputarão a semifinal e as eliminadas disputarão do quinto ao oitavo lugares.
As equipes que venceram as semifinais competirão pelo título na grande final e as perdedoras a disputa pelo bronze.

## Primeira fase
|  | Qualificados para a Oitavas de final                |
|  | Qualificados para as Disputas do 17º ao 20º lugares |

### Grupo A
Classificação
|     |            |     | Jogos | Jogos | Jogos | Pontos | Pontos | Pontos | Sets | Sets | Sets  |
| Pos | Equipe     | Pts | T     | V     | D     | V      | P      | R      | V    | P    | R     |
| --- | ---------- | --- | ----- | ----- | ----- | ------ | ------ | ------ | ---- | ---- | ----- |
| 1   | China      | 12  | 4     | 4     | 0     | 300    | 194    | 1.546  | 12   | 0    | MAX   |
| 2   | Brasil     | 9   | 4     | 3     | 1     | 277    | 225    | 1.231  | 9    | 3    | 3,000 |
| 3   | Egito      | 6   | 4     | 2     | 2     | 312    | 315    | 0.990  | 6    | 8    | 0.750 |
| 4   | Porto Rico | 2   | 4     | 1     | 3     | 303    | 343    | 0.883  | 4    | 11   | 0.364 |
| 5   | Camarões   | 1   | 4     | 0     | 4     | 246    | 361    | 0.681  | 3    | 12   | 0.250 |

Resultados
| Data  | Hora  |            | Placar |               | Set 1 | Set 2 | Set 3 | Set 4 | Set 5 | Total  | Relatório |
| ----- | ----- | ---------- | ------ | ------------- | ----- | ----- | ----- | ----- | ----- | ------ | --------- |
| 5 set | 15:00 | 'China '   | 3–0    | Camarões      | 25–14 | 25–16 | 25–12 |       |       | 75–42  | 75–42     |
| 5 set | 20:00 | 'Egito '   | 3–1    | Porto Rico    | 26–24 | 20–25 | 30–28 | 25-21 |       | 101–77 | 101–98    |
| 6 set | 17:30 | Porto Rico | 0–3    | ' Brasil'     | 12–25 | 20–25 | 13–25 |       |       | 45–75  | 45–75     |
| 6 set | 20:00 | Camarões   | 1–3    | ' Egito'      | 14–25 | 11–25 | 30–28 | 11-25 |       | 66–78  | 66–103    |
| 7 set | 17:30 | 'Brasil '  | 3–0    | Camarões      | 25–14 | 25–20 | 25–12 |       |       | 75–46  | 75–46     |
| 7 set | 20:00 | 'China '   | 3–0    | Egito         | 25–17 | 25–20 | 25–12 |       |       | 75–49  | 75–49     |
| 8 set | 17:30 | 'China '   | 3–0    | Brasil        | 25–13 | 25–15 | 25–23 |       |       | 75–51  | 75–51     |
| 8 set | 20:00 | Camarões   | 2–3    | ' Porto Rico' | 25–19 | 26–24 | 11–25 | 21-25 | 9-15  | 92–68  | 92–108    |
| 9 set | 17:30 | Porto Rico | 0–3    | ' China'      | 16–25 | 18–25 | 18–25 |       |       | 52–75  | 52–75     |
| 9 set | 20:00 | 'Brasil '  | 3–0    | Egito         | 26–24 | 25–16 | 25–19 |       |       | 76–59  | 76–59     |

### Grupo B
Classificação
|     |                |     | Jogos | Jogos | Jogos | Pontos | Pontos | Pontos | Sets | Sets | Sets  |
| Pos | Equipe         | Pts | T     | V     | D     | V      | P      | R      | V    | P    | R     |
| --- | -------------- | --- | ----- | ----- | ----- | ------ | ------ | ------ | ---- | ---- | ----- |
| 1   | Itália         | 10  | 4     | 4     | 0     | 364    | 300    | 1.213  | 12   | 4    | 3,000 |
| 2   | Estados Unidos | 10  | 4     | 3     | 1     | 333    | 244    | 1.365  | 11   | 3    | 3.667 |
| 3   | Canadá         | 5   | 4     | 2     | 2     | 281    | 334    | 0.841  | 6    | 9    | 0.667 |
| 4   | Coreia do Sul  | 3   | 4     | 1     | 3     | 278    | 333    | 0.835  | 4    | 10   | 0.400 |
| 5   | México         | 2   | 4     | 0     | 4     | 338    | 383    | 0.883  | 5    | 12   | 0.417 |

Resultados
| Data  | Hora  |                   | Placar |                | Set 1 | Set 2 | Set 3 | Set 4 | Set 5 | Total  | Relatório |
| ----- | ----- | ----------------- | ------ | -------------- | ----- | ----- | ----- | ----- | ----- | ------ | --------- |
| 5 set | 10:00 | Coreia do Sul     | 1–3    | ' Canadá'      | 25–19 | 23–25 | 20–25 | 22-25 |       | 90–69  | 90–94     |
| 5 set | 12:30 | 'Estados Unidos ' | 3–0    | México         | 25–16 | 25–21 | 25–16 |       |       | 75–53  | 75–58     |
| 6 set | 10:00 | 'Itália '         | 3–2    | Estados Unidos | 20–21 | 21–25 | 25–23 | 15-13 |       | 81–69  | 106–108   |
| 6 set | 12:30 | 'Coreia do Sul '  | 3–1    | México         | 23–25 | 25–22 | 25–19 | 25-23 |       | 98–66  | 98–89     |
| 7 set | 10:00 | 'Canadá '         | 3–2    | México         | 15–25 | 22–25 | 25–18 | 25-15 | 15-11 | 102–68 | 102–94    |
| 7 set | 12:30 | 'Itália '         | 3–0    | Coreia do Sul  | 25–15 | 25–14 | 25–20 |       |       | 75–49  | 75–49     |
| 8 set | 10:00 | 'Estados Unidos ' | 3–0    | Coreia do Sul  | 25–11 | 25–17 | 25–13 |       |       | 75–41  | 75–41     |
| 8 set | 12:30 | 'Itália '         | 3–0    | Canadá         | 25–20 | 25–7  | 25–19 |       |       | 75–46  | 75–46     |
| 9 set | 10:00 | 'Itália '         | 3–2    | México         | 25–15 | 21–25 | 22–25 | 25-20 | 15-12 | 108–65 | 108–97    |
| 9 set | 12:30 | 'Estados Unidos ' | 3–0    | Canadá         | 25–10 | 25–13 | 25–16 |       |       | 75–39  | 75–39     |

### Grupo C
Classificação
|     |              |     | Jogos | Jogos | Jogos | Pontos | Pontos | Pontos | Sets | Sets | Sets  |
| Pos | Equipe       | Pts | T     | V     | D     | V      | P      | R      | V    | P    | R     |
| --- | ------------ | --- | ----- | ----- | ----- | ------ | ------ | ------ | ---- | ---- | ----- |
| 1   | Rússia       | 11  | 4     | 4     | 0     | 358    | 264    | 1.356  | 12   | 3    | 4,000 |
| 2   | Romênia      | 7   | 4     | 2     | 2     | 348    | 349    | 0.997  | 9    | 7    | 1.286 |
| 3   | Argentina    | 5   | 4     | 2     | 2     | 288    | 294    | 0.980  | 6    | 8    | 0.750 |
| 4   | Tailândia    | 4   | 4     | 1     | 3     | 333    | 363    | 0.917  | 6    | 10   | 0.600 |
| 5   | Bielorrússia | 3   | 4     | 1     | 3     | 325    | 382    | 0.851  | 6    | 11   | 0.545 |

Resultados
| Data  | Hora  |                 | Placar |              | Set 1 | Set 2 | Set 3 | Set 4 | Set 5 | Total  | Relatório |
| ----- | ----- | --------------- | ------ | ------------ | ----- | ----- | ----- | ----- | ----- | ------ | --------- |
| 5 set | 15:00 | 'Bielorrússia ' | 3–2    | Tailândia    | 19–25 | 28–26 | 20–25 | 25-22 | 15-11 | 107–76 | 107–109   |
| 5 set | 20:30 | Argentina       | 0–3    | ' Romênia'   | 17–25 | 21–25 | 23–25 |       |       | 61–75  | 61–75     |
| 6 set | 17:30 | 'Rússia '       | 3–0    | Argentina    | 25–19 | 25–17 | 25–16 |       |       | 75–52  | 75–52     |
| 6 set | 20:00 | Bielorrússia    | 1–3    | ' Romênia'   | 25–23 | 10–25 | 21–25 | 22-25 |       | 78–73  | 78–98     |
| 7 set | 17:30 | 'Rússia '       | 3–0    | Bielorrússia | 25–17 | 25–14 | 25–15 |       |       | 75–46  | 75–46     |
| 7 set | 20:30 | 'Tailândia '    | 3–1    | Romênia      | 27–25 | 22–25 | 25–17 | 25-17 |       | 99–67  | 99–84     |
| 8 set | 17:30 | 'Argentina '    | 3–2    | Bielorrússia | 23–25 | 25–18 | 25–16 | 12-25 | 15-10 | 100–59 | 100–94    |
| 8 set | 20:30 | 'Rússia '       | 3–1    | Tailândia    | 22–25 | 25–23 | 25–9  | 25-18 |       | 97–57  | 97–75     |
| 9 set | 17:30 | 'Argentina '    | 3–0    | Tailândia    | 25–13 | 25–22 | 25–15 |       |       | 75–50  | 75–50     |
| 9 set | 20:30 | 'Rússia '       | 3–2    | Romênia      | 25–7  | 24–26 | 22–25 | 25-20 | 15-13 | 111–58 | 111–91    |

### Grupo D
Classificação
|     |                                |     | Jogos | Jogos | Jogos | Pontos | Pontos | Pontos | Sets | Sets | Sets  |
| Pos | Equipe                         | Pts | T     | V     | D     | V      | P      | R      | V    | P    | R     |
| --- | ------------------------------ | --- | ----- | ----- | ----- | ------ | ------ | ------ | ---- | ---- | ----- |
| 1   | Japão                          | 11  | 4     | 4     | 0     | 386    | 297    | 1.300  | 12   | 4    | 3,000 |
| 2   | Peru                           | 7   | 4     | 2     | 2     | 348    | 306    | 1.137  | 9    | 6    | 1.500 |
| 3   | Turquia                        | 7   | 4     | 2     | 2     | 320    | 302    | 1.060  | 8    | 7    | 1.143 |
| 4   | Bulgária                       | 5   | 4     | 2     | 2     | 341    | 348    | 0.980  | 8    | 8    | 1,000 |
| 5   | República Democrática do Congo | 0   | 4     | 0     | 4     | 158    | 300    | 0.527  | 0    | 12   | 0,000 |

Resultados
| Data  | Hora  |             | Placar |                                | Set 1 | Set 2 | Set 3 | Set 4 | Set 5 | Total  | Relatório |
| ----- | ----- | ----------- | ------ | ------------------------------ | ----- | ----- | ----- | ----- | ----- | ------ | --------- |
| 5 set | 10:00 | Peru        | 2–3    | ' Bulgária'                    | 23–25 | 25–17 | 25–23 | 19-25 | 17-19 | 109–65 | 109–109   |
| 5 set | 12:30 | 'Japão '    | 3–0    | República Democrática do Congo | 25–15 | 25–11 | 25–9  |       |       | 75–35  | 75–35     |
| 6 set | 10:00 | Turquia     | 2–3    | ' Japão'                       | 25–23 | 28–26 | 12–25 | 23-25 | 9-15  | 97–74  | 97–114    |
| 6 set | 12:30 | 'Peru '     | 3–0    | República Democrática do Congo | 25–21 | 25–14 | 25–10 |       |       | 75–45  | 75–45     |
| 7 set | 10:00 | 'Bulgária ' | 3–0    | República Democrática do Congo | 25–17 | 25–17 | 25–12 |       |       | 75–46  | 75–46     |
| 7 set | 12:30 | Turquia     | 0–3    | ' Peru'                        | 18–25 | 16–25 | 16–25 |       |       | 50–75  | 50–75     |
| 8 set | 10:00 | 'Japão '    | 3–1    | Peru                           | 25–22 | 28–26 | 24–26 | 25-15 |       | 102–74 | 102–89    |
| 8 set | 12:30 | 'Turquia '  | 3–1    | Bulgária                       | 25–20 | 25–23 | 23–25 | 25-13 |       | 98–68  | 98–81     |
| 9 set | 10:00 | 'Turquia '  | 3–0    | República Democrática do Congo | 25–9  | 25–9  | 25–14 |       |       | 75–32  | 75–32     |
| 9 set | 12:30 | 'Japão '    | 3–1    | Bulgária                       | 25–20 | 25–23 | 20–25 | 25-8  |       | 95–68  | 95–76     |

## Fase final

### Classificação do 17º ao 20º lugares
Classificação
|     |                                |     | Jogos | Jogos | Jogos | Pontos | Pontos | Pontos | Sets | Sets | Sets  |
| Pos | Equipe                         | Pts | T     | V     | D     | V      | P      | R      | V    | P    | R     |
| --- | ------------------------------ | --- | ----- | ----- | ----- | ------ | ------ | ------ | ---- | ---- | ----- |
| 17  | Bielorrússia                   | 9   | 3     | 3     | 0     | 251    | 174    | 1.443  | 9    | 1    | 9,000 |
| 18  | México                         | 6   | 3     | 2     | 1     | 248    | 191    | 1.298  | 7    | 3    | 2.333 |
| 19  | Camarões                       | 3   | 3     | 1     | 2     | 160    | 218    | 0.734  | 3    | 6    | 0.500 |
| 20  | República Democrática do Congo | 0   | 3     | 0     | 3     | 151    | 227    | 0.665  | 0    | 9    | 0,000 |

Resultados
| Data   | Hora  |                 | Placar |                                | Set 1 | Set 2 | Set 3 | Set 4 | Set 5 | Total | Relatório |
| ------ | ----- | --------------- | ------ | ------------------------------ | ----- | ----- | ----- | ----- | ----- | ----- | --------- |
| 10 set | 05:00 | Camarões        | 0–3    | ' México'                      | 13–25 | 12–25 | 20–25 |       |       | 45–75 | 45–75     |
| 10 set | 05:00 | 'Bielorrússia ' | 3–0    | República Democrática do Congo | 25–11 | 25–7  | 25–20 |       |       | 75–38 | 75–38     |
| 12 set | 04:00 | 'Camarões '     | 3–0    | República Democrática do Congo | 27–25 | 25–20 | 25–23 |       |       | 77–68 | 77–68     |
| 12 set | 06:00 | México          | 1–3    | ' Bielorrússia'                | 25–27 | 25–22 | 25–27 | 23-25 |       | 98–76 | 98–101    |
| 13 set | 04:00 | 'México '       | 3–0    | República Democrática do Congo | 25–8  | 25–17 | 25–20 |       |       | 75–45 | 75–45     |
| 13 set | 06:00 | Camarões        | 0–3    | ' Bielorrússia'                | 8–25  | 18–25 | 12–25 |       |       | 38–75 | 38–75     |

### Oitavas de final
Resultados
| Data   | Hora  |                   | Placar |               | Set 1 | Set 2 | Set 3 | Set 4 | Set 5 | Total | Relatório |
| ------ | ----- | ----------------- | ------ | ------------- | ----- | ----- | ----- | ----- | ----- | ----- | --------- |
| 10 set | 07:30 | 'Itália '         | 3–0    | Porto Rico    | 25–12 | 25–18 | 25–21 |       |       | 75–51 | 75–51     |
| 10 set | 07:30 | 'Peru '           | 3–1    | Argentina     | 16–25 | 25–15 | 25–22 | 26-24 |       | 92–62 | 92–86     |
| 10 set | 10:00 | 'Japão '          | 3–0    | Tailândia     | 25–19 | 25–18 | 25–19 |       |       | 75–56 | 75–56     |
| 10 set | 10:00 | 'China '          | 3–0    | Coreia do Sul | 27–25 | 27–25 | 26–24 |       |       | 80–74 | 80–74     |
| 10 set | 12:30 | 'Brasil '         | 3–0    | Canadá        | 25–21 | 25–18 | 25–19 |       |       | 75–58 | 75–58     |
| 10 set | 12:30 | 'Rússia '         | 3–1    | Bulgária      | 25–17 | 25–20 | 15–25 | 25-16 |       | 90–62 | 90–78     |
| 10 set | 15:00 | 'Estados Unidos ' | 3–0    | Egito         | 25–13 | 27–25 | 25–17 |       |       | 77–55 | 77–55     |
| 10 set | 15:00 | 'Romênia '        | 3–0    | Turquia       | 25–18 | 25–16 | 25–20 |       |       | 75–54 | 75–54     |

### Classificação do 9º ao 16º lugares
Resultados
| Data   | Hora  |               | Placar |              | Set 1 | Set 2 | Set 3 | Set 4 | Set 5 | Total  | Relatório |
| ------ | ----- | ------------- | ------ | ------------ | ----- | ----- | ----- | ----- | ----- | ------ | --------- |
| 12 set | 08:00 | Coreia do Sul | 1-3    | Turquia      | 25–22 | 17–25 | 14–25 | 11-25 |       | 67–72  | 67–97     |
| 12 set | 10:30 | Canadá        | 1–3    | ' Bulgária'  | 17–25 | 26–24 | 16–25 | 23-25 |       | 82–74  | 82–99     |
| 12 set | 13:00 | Porto Rico    | 1–3    | ' Argentina' | 10–25 | 17–25 | 25–22 | 15-25 |       | 67–72  | 67–97     |
| 12 set | 15:30 | 'Egito '      | 3–2    | Tailândia    | 25–21 | 25–23 | 17–25 | 22-25 | 18-16 | 107–69 | 107–110   |

### Quartas de final
Resultados
| Data   | Hora  |                   | Placar |         | Set 1 | Set 2 | Set 3 | Set 4 | Set 5 | Total  | Relatório |
| ------ | ----- | ----------------- | ------ | ------- | ----- | ----- | ----- | ----- | ----- | ------ | --------- |
| 12 set | 07:30 | 'China '          | 3–0    | Romênia | 25–17 | 30–28 | 25–19 |       |       | 80–64  | 80–64     |
| 12 set | 10:00 | 'Brasil '         | 3–2    | Rússia  | 21–25 | 17–25 | 25–19 | 25-17 | 15-9  | 103–69 | 103–95    |
| 12 set | 12:30 | 'Estados Unidos ' | 3–1    | Japão   | 17–25 | 25–13 | 25–19 | 25-20 |       | 92–57  | 92–77     |
| 12 set | 15:00 | 'Itália '         | 3–0    | Peru    | 25–19 | 25–10 | 25–18 |       |       | 75–47  | 75–47     |

### Classificação do 13º ao 16º lugares
Resultados
| Data   | Hora  |                  | Placar |            | Set 1 | Set 2 | Set 3 | Set 4 | Set 5 | Total | Relatório |
| ------ | ----- | ---------------- | ------ | ---------- | ----- | ----- | ----- | ----- | ----- | ----- | --------- |
| 13 set | 13:00 | 'Canadá '        | 3–2    | Tailândia  | 9–25  | 25–23 | 25–22 | 20-25 | 15-10 | 94–70 | 94–105    |
| 13 set | 15:30 | 'Coreia do Sul ' | 3–1    | Porto Rico | 25–15 | 21–25 | 25–16 | 26-24 |       | 97–56 | 97–80     |

### Classificação do 9º ao 12º lugares
Resultados
| Data   | Hora  |            | Placar |           | Set 1 | Set 2 | Set 3 | Set 4 | Set 5 | Total  | Relatório |
| ------ | ----- | ---------- | ------ | --------- | ----- | ----- | ----- | ----- | ----- | ------ | --------- |
| 13 set | 18:00 | 'Turquia ' | 3–2    | Argentina | 15–25 | 22–25 | 25–19 | 25-21 | 15-12 | 102–69 | Relatório |
| 13 set | 20:30 | Bulgária   | 1–3    | ' Egito'  | 23–25 | 25–21 | 15–25 | 20-25 |       | 83–71  | Relatório |

### Classificação do 5º ao 8º lugares
Resultados
| Data   | Hora  |            | Placar |          | Set 1 | Set 2 | Set 3 | Set 4 | Set 5 | Total | Relatório |
| ------ | ----- | ---------- | ------ | -------- | ----- | ----- | ----- | ----- | ----- | ----- | --------- |
| 13 set | 12:30 | Rússia     | 1–3    | ' Japão' | 25–27 | 25–23 | 17–25 | 23-25 |       | 90–75 | Relatório |
| 13 set | 15:00 | 'Romênia ' | 3–0    | Peru     | 25–20 | 25–21 | 25–17 |       |       | 75–58 | Relatório |

### Semifinais
Resultados
| Data   | Hora  |        | Placar |                   | Set 1 | Set 2 | Set 3 | Set 4 | Set 5 | Total | Relatório |
| ------ | ----- | ------ | ------ | ----------------- | ----- | ----- | ----- | ----- | ----- | ----- | --------- |
| 13 set | 17:30 | Brasil | 0–3    | ' Estados Unidos' | 18–25 | 18–25 | 14–25 |       |       | 50–75 | Relatório |
| 13 set | 14:00 | China  | 2–3    | ' Itália'         | 25–22 | 25–19 | 19–25 | 19-25 |       | 88–66 | Relatório |

### Décimo quinto lugar
Resultado
| Data   | Hora  |            | Placar |              | Set 1 | Set 2 | Set 3 | Set 4 | Set 5 | Total | Relatório |
| ------ | ----- | ---------- | ------ | ------------ | ----- | ----- | ----- | ----- | ----- | ----- | --------- |
| 14 set | 10:00 | Porto Rico | 1–3    | ' Tailândia' | 25–20 | 20–25 | 24–26 | 22-25 |       | 91–71 | Relatório |

### Décimo terceiro lugar
Resultado
| Data   | Hora  |                  | Placar |        | Set 1 | Set 2 | Set 3 | Set 4 | Set 5 | Total | Relatório |
| ------ | ----- | ---------------- | ------ | ------ | ----- | ----- | ----- | ----- | ----- | ----- | --------- |
| 14 set | 12:00 | 'Coreia do Sul ' | 3–2    | Canadá | 11–25 | 21–25 | 25–21 | 25-22 | 15-10 | 97–71 | Relatório |

### Décimo primeiro lugar
Resultado
| Data   | Hora  |             | Placar |           | Set 1 | Set 2 | Set 3 | Set 4 | Set 5 | Total | Relatório |
| ------ | ----- | ----------- | ------ | --------- | ----- | ----- | ----- | ----- | ----- | ----- | --------- |
| 14 set | 15:00 | 'Bulgária ' | 3–0    | Argentina | 26–24 | 25–17 | 25–13 |       |       | 76–54 | Relatório |

### Nono lugar
Resultado
| Data   | Hora  |       | Placar |            | Set 1 | Set 2 | Set 3 | Set 4 | Set 5 | Total | Relatório |
| ------ | ----- | ----- | ------ | ---------- | ----- | ----- | ----- | ----- | ----- | ----- | --------- |
| 14 set | 16:00 | Egito | 0–3    | ' Turquia' | 19–25 | 22–25 | 18–25 |       |       | 59–75 | Relatório |

### Sétimo lugar
Resultado
| Data   | Hora  |           | Placar |      | Set 1 | Set 2 | Set 3 | Set 4 | Set 5 | Total | Relatório |
| ------ | ----- | --------- | ------ | ---- | ----- | ----- | ----- | ----- | ----- | ----- | --------- |
| 14 set | 11:00 | 'Rússia ' | 3–0    | Peru | 25–12 | 25–16 | 25–15 |       |       | 75–43 | Relatório |

### Quinto lugar
Resultado
| Data   | Hora  |          | Placar |         | Set 1 | Set 2 | Set 3 | Set 4 | Set 5 | Total | Relatório |
| ------ | ----- | -------- | ------ | ------- | ----- | ----- | ----- | ----- | ----- | ----- | --------- |
| 14 set | 13:30 | 'Japão ' | 3–0    | Romênia | 25–23 | 25–23 | 25–15 |       |       | 75–61 | Relatório |

### Terceiro lugar
Resultado
| Data   | Hora  |           | Placar |       | Set 1 | Set 2 | Set 3 | Set 4 | Set 5 | Total  | Relatório |
| ------ | ----- | --------- | ------ | ----- | ----- | ----- | ----- | ----- | ----- | ------ | --------- |
| 14 set | 17:00 | 'Brasil ' | 3–1    | China | 25–18 | 25–18 | 22–25 | 19-18 | 27-25 | 118–61 | Relatório |

### Final
Resultado
| Data   | Hora  |                   | Placar |        | Set 1 | Set 2 | Set 3 | Set 4 | Set 5 | Total  | Relatório |
| ------ | ----- | ----------------- | ------ | ------ | ----- | ----- | ----- | ----- | ----- | ------ | --------- |
| 14 set | 20:00 | 'Estados Unidos ' | 3–2    | Itália | 25–17 | 19–25 | 25–18 | 22-25 | 15-10 | 106–60 | Relatório |